# Binyavanga Wainaina

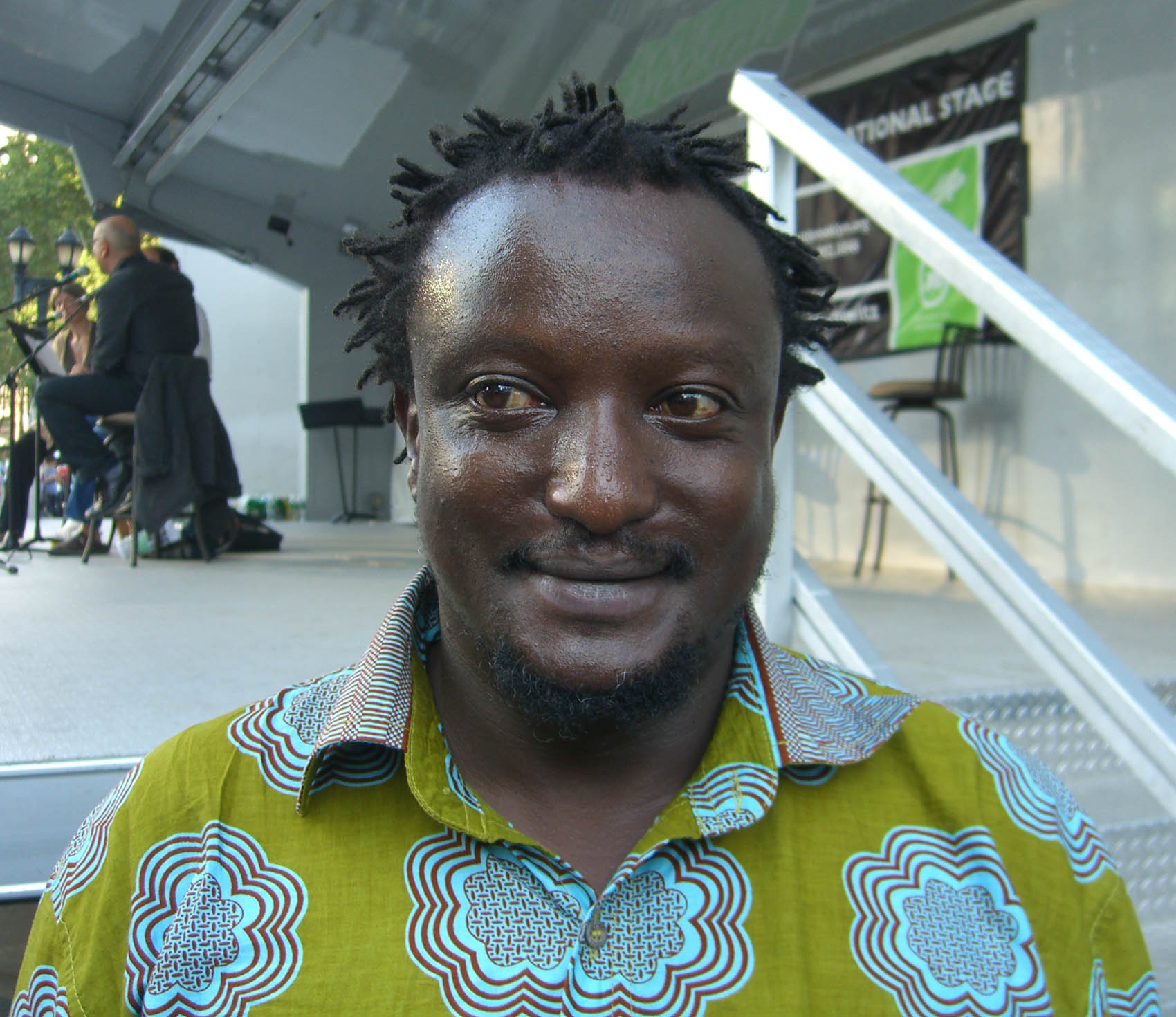
Binyavanga Wainaina (2009)

Kenneth Binyavanga Wainaina (* 18. Januar 1971 in Nakuru; † 21. Mai 2019 in Nairobi) war ein kenianischer Journalist und Schriftsteller.

## Leben und Wirken
Binyavanga Wainaina besuchte Schulen in Nakuru, Thika und Nairobi. 1991 ging er nach Südafrika und studierte Handel an der Transkei-Universität im damaligen Homeland Transkei. Anschließend arbeitete er in Kapstadt als freiberuflicher Autor, unter anderem für die Sunday Times. 2000 kehrte er nach Kenia zurück. Dort gründete er 2003 mit Kollegen das Literaturmagazin Kwani? (Sheng für „Also was?“).
Im Oktober 2006 veröffentlichte die Schweizer SonntagsZeitung einen Offenen Brief von Binyavanga Wainaina, in dem er sich polemisch mit Äußerungen des Schweizer Bundesrates Christoph Blocher auseinandersetzte, der Afrikaner unter anderem als „faul“ bezeichnet hatte.
2006/2007 absolvierte Wainaina ein Magister-Studium in Creative Writing an der University of East Anglia in Norwich, bei dem er vom Union College in Schenectady gefördert wurde. 2008 hatte er eine Gastprofessur für Creative Writing am Williams College in Massachusetts inne. 2009 übernahm er die Leitung des Chinua Achebe Center am Bard College in Upstate New York.
2014 machte Wainaina seine Homosexualität publik, und am 1. Dezember 2016, dem Welt-AIDS-Tag, gab er bekannt, HIV-positiv zu sein.
Nach seinem Coming-out wurde Wainaina 2014 vom Time-Magazin in die jährliche „Time 100“-Liste der einflussreichsten Personen auf der Welt aufgenommen.
2016 war er für ein Jahr Gast im Bereich Literatur des Berliner Künstlerprogramms des Deutschen Akademischen Austauschdienstes.
Wainaina starb im Mai 2019 im Alter von 48 Jahren in Nairobi an den Folgen eines Schlaganfalls.

## Auszeichnungen
- 2002: Caine Prize for African Writing für die autobiografische Kurzgeschichte Discovering Home[10]
- 2007 lehnte Binyavanga Wainaina die Aufnahme in das Forum Young Global Leaders des Weltwirtschaftsforums ab.

## Werke
- Beyond the River Yei. Life in the land where sleeping is a disease. Mit Fotografien von Sven Torfinn. Kwani Trust, Nairobi 2004, ISBN 9966-9836-3-5.
- mit Bill Kahora: Kwani? 4. Kwani Trust, Nairobi 2007, ISBN 978-9966-9836-6-4.
- How to write about Africa. Kwani Trust, Nairobi 2008, ISBN 978-9966-7008-2-7.
- One day I will write about this place. Graywolf Press, Minneapolis 2011, ISBN 978-1-55597-591-3 und Kwani Trust, Nairobi 2012, ISBN 978-9966-15-981-6.

deutsch: Eines Tages werde ich über diesen Ort schreiben. Erinnerungen. Das Wunderhorn, Heidelberg 2013, ISBN 978-3-88423-427-3.
Beiträge
Im deutschsprachigen Raum veröffentlichte Binyavanga Wainaina Beiträge unter anderem in der Zeit, der Neuen Rundschau und in Kulturaustausch. International arbeitete er unter anderem für National Geographic, Virginia Quarterly Review, The Georgia Review und die Heinrich-Böll-Stiftung, Kenia.
- Beiträge in: Kulturaustausch. Zeitschrift für internationale Perspektiven. Hrsg. Institut für Auslandsbeziehungen. ConBrio, Regensburg 2003, ISSN 0044-2976.
  - Ein flexibles Gemüt. Band 53, Nr. 3, 2003, S. 81–83.
  - Was sollt ihr nur tuuuuun? Band 56, Nr. 4, 2006, S. 72.
  - Latte Macchiati in Nairobi. Warum es nervt, wie alle Afrika helfen wollen. Band 57, Nr. 2, 2007, S. 64–65 (online)
- Beiträge in: Marion Arnold (Hrsg.): Art in Eastern Africa. Mkuki Na Nyota, Daressalam 2008, ISBN 978-9987-449-13-2.
  - Kapitel 10: Wangechi Mutu. The extent of your citizenry. S. 174–180.
  - Kapitel 11: Joga. S. 181–184.